# Souad El-Bouhati
Souad El-Bouhati (* 1962 in Rabah, Marokko) ist eine französische Filmregisseurin.

## Leben
El-Bouhati wurde im marokkanischen Rabah geboren, doch zog die Familie nach Frankreich um, als El-Bouhati zwei Wochen alt war. Ihr Vater war als Arbeiter tätig, die Mutter war Hausfrau. El-Bouhati arbeitete zunächst zehn Jahre lang als Sozialarbeiterin in Toulouse und begann, sich für die Arbeit beim Film zu interessieren. Im Jahr 1992 war sie als Drehbuchassistentin an Jacques Mitschs Kurzfilm Bonjour, je vais à Toulouse beteiligt. Sie arbeitete für die Filmproduktionsfirma Movimento und studierte parallel dazu Filmregie an der Universität Paris VIII. Sie war unter anderem als Regieassistentin, Filmeditorin und Drehbuchautorin tätig, bevor sie 1999 an ihrem ersten Film Salam zu arbeiten begann. Der Film handelt von den letzten Tagen eines marokkanischen Gastarbeiters in Frankreich, bevor er nach Marokko zurückkehrt, um dort seinen Lebensabend zu verbringen. Salam wurde im Mai 2000 im Rahmen der Quinzaine des réalisateurs der Internationalen Filmfestspiele von Cannes veröffentlicht und gewann den Prix Kodak. Zahlreiche weitere Auszeichnungen folgten, darunter 2001 der César in der Kategorie Bester Kurzfilm.
El-Bouhati begann nach Salam, an ihrem ersten Langfilm zu arbeiten. In Französin setzte sie sich erneut mit dem Leben in zwei Kulturen auseinander. Im Film zieht die zehnjährige Sophia plötzlich mit ihren Eltern nach Marokko; acht Jahre später plant Sophie, nach Ende der Schulzeit nach Frankreich zurückzugehen, wobei sie sich den Riten und Vorgaben der marokkanischen Kultur entgegenstellt. Der mit Hafsia Herzi in der Hauptrolle besetzte Film lief 2008 in den französischen Kinos an. Auf dem Internationalen Filmfest von Dubai wurde er für den Muhr Arab Award in der Kategorie Bester Spielfilm nominiert.
Im Jahr 2013 war El-Bouhati Writer in Residence des Chalet Mauriac. Hier arbeitete sie an ihrem nächsten Langfilmprojekt Brûlures, das sich erneut mit Kindheit und Jugend auseinandersetzte.

## Filmografie
- 2000: Salam (Kurzfilm)
- 2008: Französin (Française)

## Auszeichnungen (Auswahl)
- 2000: Prix Kodak, Internationale Filmfestspiele von Cannes, für Salam
- 2000: Lutin für den besten Film und den Lutin für die beste Regie, Festival des lutins du court-métrage erhielt Salam, für Salam
- 2000: Grand Prix (nationaler Wettbewerb) und Spezialpreis der Jury, Festival du Court-Métrage de Clermont-Ferrand, für Salam
- 2000: Prix ARTE, Festival européen du film court de Brest, für Salam
- 2001: César, Bester Kurzfilm, für Salam
- 2008: Nominierung Muhr Arab Award, Internationales Filmfest von Dubai, für Französin